# Guy Biamont
Guy Biamont is een Belgisch voormalig syndicalist voor het ABVV.

## Levensloop
In 2003 werd hij verkozen tot voorzitter van het ACOD in opvolging van Henri Dujardin. Voordien was Biamont algemeen secretaris van deze organisatie. In 2006 werd hij opgevolgd als ACOD-voorzitter door Karel Stessens.